# Primärkommun
Primärkommun är en närmare beskrivning för kommuner av det slag som kallas kommun i dagligt tal.
Primärkommun är en term som användas vid åtskillnad mellan primärkommuner och regioner (tidigare landsting) som är sekundärkommunerna i den svenska administrativa uppdelningen. De svenska regionerna motsvaras i Finland av de moderna landskapen.